# Pszczyna
Pszczyna là một thị trấn thuộc huyện Pszczyński, tỉnh Śląskie ở nam Ba Lan. Thị trấn có diện tích 22 km². Đến ngày 1 tháng 1 năm 2011, dân số của thị trấn là 25415 người và mật độ 1130 người/km².